# Entre ríos y encinares

Entre ríos y encinares es un documental dirigido por Julio Pérez Tabernero para NO-DO en 1971, protagonizado por la artista extremeña Rosa Morena.

## Sinopsis
Dos jóvenes recorren el interior de España desde los campos de Valladolid pasando por Zamora y Salamanca hasta llegar a Extremadura. Mostrando las costumbres y monumentos locales.